# Партија поштовања
Партија поштовања (енгл. Respect Party) је политичка партија крајње левице у Уједињеном Краљевству која је основана 2004. године. Њено име на енглеском језику представља неприродан акроним који је скраћеница за поштовање, једнакост, социјализам, мир, енвајроментализам, заједницу и синдикализам.
Најважнија личност Партије Поштовања је њен лидер и претходни члан парламента из Лабуристичке партије, Џорџ Галовеј док је њен национални секретар Крис Чивлерс.

## Избори 2004. године
Кандидат Партије Поштовања Линдзи Џерман био је пети на изборима за градоначелника Лондона. Највећи број гласова у изборима за лондонску скупштину добили су у Граду и истоку, где су са 13,46% освојили треће место.

## Локални избори 2007. године
У данима пред изборе, Риспект је изгубио једног од својих одборника у Тауер Хамлетсу, Вејзула Ислама, који се вратио у Лабуристичку партију. Ислам је изразио своје разлоге зато рекавши: „Одбијам појам поделе локалне заједнице због политичке користи, што верујем да Партија Поштовања ради“.

## Споредни избори 2012. године
Кејт Хадсон је првобитно изабрана на манчестерским централним изборима, али повукла се раног септембра због Галовејевих коментара о силовању, и напустила је партију у октобру. Истог месеца Риспект је најавио да ће Кетрин Хигинс, „присталица локалне заједнице“, учествовати на споредним изборима 15. новембра 2012. године. Хигинс је била на 9. месту од 12 кандидата.

## Спољње везе
- Званични веб-сајт

Публикације Партије Поштовања
- Peace Justice Equality: the Respect manifesto for the May 2005 election 727 KB PDF документ.